# Antitypus insignitus
Antitypus insignitus is een keversoort uit de familie kniptorren (Elateridae). De wetenschappelijke naam van de soort is voor het eerst geldig gepubliceerd in 1860 door Fairmaire & Germain.